# Bauyrzhan Islamkhan
Bauyrzhan Islamkhan (en kazakh : Бауыржан Исламхан, Baouyrjane Îslamkhane), né le 23 février 1993 à Taraz au Kazakhstan, est un footballeur international kazakh, qui évolue au poste de milieu offensif au FK Astana.

## Biographie

### Carrière en club
Avec les clubs du FK Astana et du Kairat Almaty, Bauyrzhan Islamkhan dispute 16 matchs en Ligue Europa, pour 3 buts inscrits.
Il est reconnu coupable de dopage en décembre 2020, et est suspendu pendant deux années de toutes compétitions. Il signe son retour en signant au FK Ordabasy en première division kazakh en février 2023.

### Carrière internationale
Bauyrzhan Islamkhan compte 24 sélections et 2 buts avec l'équipe du Kazakhstan depuis 2012. Depuis 2016, il porte deux fois le brassard de capitaine.
Il est convoqué pour la première fois en équipe du Kazakhstan par le sélectionneur national Miroslav Beránek, pour un match amical contre la Lettonie le 29 février 2012. La rencontre se solde par un match nul et vierge (0-0). 
Le 12 août 2014, il inscrit son premier but en sélection contre le Tadjikistan, lors d'un match amical. Le match se solde par une victoire 2-1 des Kazakhs.

## Palmarès
- Avec le Kairat Almaty
  - Vainqueur de la Coupe du Kazakhstan en 2014, 2015 et 2017
  - Vainqueur de la Supercoupe du Kazakhstan en 2016

## Statistiques

### Buts en sélection
Le tableau suivant liste tous les buts inscrits par Bauyrzhan Islamkhan avec l'équipe du Kazakhstan.